# 郡上警察署
郡上警察署（ぐじょうけいさつしょ）は、岐阜県警察が管轄する警察署のひとつである。

## 管轄区域
- 郡上市

## 所在地
- 岐阜県郡上市八幡町中坪3丁目3-1

## 沿革
- 1873年（明治6年）- 第22番取締局(八幡取締局)が設置される。
- 1874年（明治7年） - 第22番屯所と改称される。
- 1877年（明治10年）- 上有知警察署八幡分署となる。
- 1879年（明治12年） - 岐阜警察署八幡分署となる。
- 1880年（明治13年）- 八幡警察署となる。
- 1885年（明治18年） - 関警察署八幡分署となる。
- 1886年（明治19年） - 再び八幡警察署となる。[1]
- 1948年（昭和23年）- 警察制度改正により国家地方警察岐阜県本部郡上地区警察署と改称。
- 1954年（昭和29年）- 警察制度改正により八幡警察署と改称。
- 1998年（平成10年）- 現在地に移転。
- 2004年（平成16年）- 郡上警察署に名称変更される。
- 2007年（平成19年）- 長滝警察官駐在所を廃止。
- 2008年（平成20年）- 下田警察官駐在所を廃止。苅安警察官駐在所を美並警察官駐在所に改名。

## 組織
- 署長（警視）
- 次長兼警務課長（警部）
  - 警務課 - 会計係
  - 会計課 - 警務係、相談係
- 生活安全課 - 生活安全係
- 地域課 - 地域係、機動警ら係
- 刑事課 - 刑事係、鑑識係
- 交通課 - 交通係
- 警備課 - 警備係

## 交番
- 署所在地交番（郡上市八幡町中坪3丁目3番地1 郡上警察署内）
- 白鳥交番（郡上市白鳥町為真1187番地9）

## 駐在所
- 大和警察官駐在所（郡上市大和町剣81番地1）
- 美並警察官駐在所（郡上市美並町白山423番地2）
- 口明方警察官駐在所（郡上市八幡町初納1368番地2）
- 西和良警察官駐在所（郡上市八幡町美山2306番地1）
- 和良警察官駐在所（郡上市和良町沢1028番地10）
- 明宝警察官駐在所（郡上市明宝二間手357番地1）
- 牛道警察官駐在所（郡上市白鳥町中西584番地6）
- 高鷲警察官駐在所（郡上市高鷲町大鷲2053番地9）